# Glavočić crnotrus
Glavočić crnotrus  (lat. Pomatoschistus canestrinii) riba je iz porodice glavoča (lat. Gobiidae). Ova mala ribica naraste do 5,5 cm duljine, a živi na pješčanom i muljevitom dnu, i to u zaljevima i na ušćima rijeka. Duguljastog je tijela, vretenastog oblika, tupaste glave, zaobljene repne peraje. Boje je pepeljaste, sa sitnim i brojnim crnim točkicama po tijelu.  Hrani se raznim malim beskralješnjacima. Razmnožava se nakon završetka zime, odnosno od ožujka do lipnja, a ženka se mrijesti nekoliko puta u sezoni.

## Rasprostranjenost
Glavočić crnotrus živi samo u Jadranu, tj. on je endemska vrsta Jadrana. Rasprostire se od Sjevernog dijela, pa do ušća Neretve. Naseljen je u jezero Trasimeno u Italiji, gdje danas također obitava.

## Vanjske poveznice
|  | Zajednički poslužitelj ima još gradiva o temi Pomatoschistus canestrinii |
|  | Wikivrste imaju podatke o taksonu Pomatoschistus canestrinii             |